# Percnostola lophotes
Percnostola lophotes là một loài chim trong họ Thamnophilidae.